# Hamm
Hamm er en by i Tyskland i delstaten Nordrhein-Westfalen med cirka 179.571 indbyggere (2016). Byen ligger nordøst i Ruhr-distriktet ved floden Lippe mellem autobanerne A1 og A2. Jernbanestationen er et vigtigt knudepunkt og er kendt for den specielle stationsbygning.
I byen findes bl.a. det kulturhistoriske Gustav-Lübcke-Museum (de).
- Jernbanestationen (de)